# Przełęcz Hałbowska
Przełęcz Hałbowska – przełęcz w zachodniej części Beskidu Niskiego, położona na wys. 540 m n.p.m. pomiędzy szczytami Kamienia oraz nie posiadającym nazwy o wysokości 567 m n.p.m. Przez przełęcz biegnie droga, łącząca Nowy Żmigród i Kąty z Krempną.
Na przełęczy znajduje się mogiła 1250 Żydów z getta w Nowym Żmigrodzie, zamordowanych tu przez hitlerowców 7 lipca 1942 r. W l. 80. XX w. została ona odnowiona staraniem rodziny Beerów z Niemiec.

## Piesze szlaki turystyczne
– żółty szlak Mrukowa – Kaplica pod Trzema Kopcami – Kotań – Przełęcz Hałbowska – Krempna
 – czerwony szlak Świerzowa (801 m n.p.m.) – Kolanin (705 m n.p.m.) – Kamień (714 m n.p.m.) – Kąty – Grzywacka Góra (567 m n.p.m.) – Łysa Góra (641 m n.p.m.) – Polana (651 m n.p.m.) (Główny Szlak Beskidzki).